# کریس هیپکینز
کریس هیپکینز (به انگلیسی: Chris Hipkins؛ زادهٔ ۵ سپتامبر ۱۹۷۸) سیاستمدار نیوزیلندی نخست‌وزیر سابق نیوزیلند از حزب کارگر است. او پیشتر در دولت جاسیندا آردرن به‌عنوان وزیر آموزش و پرورش، وزیر بهداشت، وزیر مقابله با کووید-۱۹ و وزیر خدمات عمومی فعالیت کرده است.
در ۲۱ ژانویه ۲۰۲۳، هیپکینز تنها نامزد جانشینی جاسیندا آردرن به‌عنوان رهبر حزب کارگر نیوزیلند اعلام شد. او در ۲۲ ژانویه ۲۰۲۳ به عوان رهبر حزب انتخاب شد و در ۲۵ ژانویه ۲۰۲۳ توسط فرماندار کل به‌عنوان چهل و یکمین نخست‌وزیر نیوزیلند منصوب شد.

## زندگی
هیپکینز در سال ۱۹۷۸ در دره هات متولد شد. مادر او رزماری هیپکینز، محقق ارشد شورای تحقیقات آموزشی نیوزیلند است. او در مدرسه ابتدایی واترلو تحصیل کرد. او در سال ۱۹۹۶ به حزب کارگر پیوست.

## پیش از سیاست
پس از فارغ‌التحصیلی، هیپکینز در چندین شغل از جمله کار به‌عنوان مشاور برای فدراسیون آموزش صنعت، و به‌عنوان مدیر آموزشی مشغول به کار بوده‌است. هیپکینز همچنین در پارلمان به‌عنوان مشاور تروور مالارد و هلن کلارک کار می‌کرده‌است.

## در پارلمان
هیپکینز در جریان انتخابات عمومی نیوزیلند در سال ۲۰۲۰ برای دومین مرتبه به‌عنوان نماینده حوزه ریمتاکا (Remutaka) انتخاب شد. او مارک کرافسکی نامزد حزب ملی را با اختلاف ۲۰۴۹۷ رای شکست داد. در اوایل نوامبر ۲۰۲۰، همزمان به‌عنوان وزیر آموزش مشغول به خدمت شد. او همچنین به‌عنوان وزیر مقابله با کووید-۱۹ و وزیر خدمات عمومی نیز منصوب شد.
در ۳۱ ژانویه ۲۰۲۲، هیپکینز به‌عنوان وزیر واکنش به کووید-۱۹ بیانیه‌ای صادر کرد مبنی بر اینکه دولت به شارلوت بلیس، روزنامه‌نگار گیر افتاده نیوزیلندی، مکانی را تحت معیارهای تخصیص اضطراری برای سفر به نیوزیلند برای ۱۴ روز پیشنهاد داده‌است. با این حال، او همچنین ادعا کرد که پلیس نشان داده‌است که نامبرده تا اواخر فوریه قصد سفر به نیوزلند ندارد. او همچنین تأیید کرد که دو مرتبه برای کمک‌های کنسولی نیوزیلند پیشنهاد کمک به او ارائه کرده بود. بلیس روزنامه‌نگار الجزیره بود که پس از باردار شدن، قطر را به‌دلیل قانون دولت‌های خلیج فارس که حاملگی زن‌های مجرد را جرم می‌دانند، ترک کرده بود. بلیس به افغانستان سفر کرده بود، جایی که او و شریک زندگی‌اش ویزای اقامت در آنجا را داشتند و طالبان به آنها اجازه داد در آنجا زندگی کنند. با توجه به سیاست‌های مرزی سختگیرانه نیوزیلند، او امکان سفر به نیوزلند را نداشت.

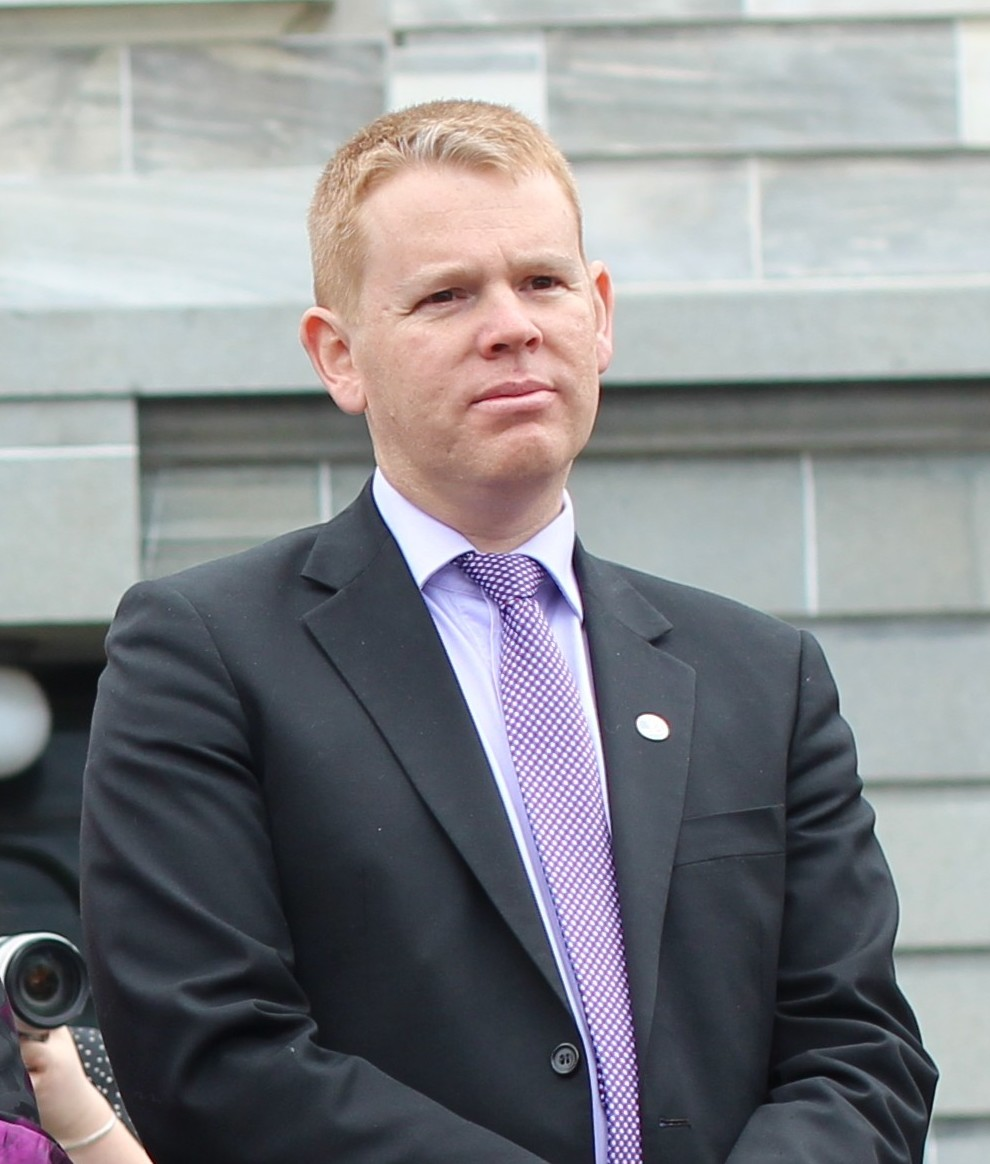
هیپکینز در تجمع اعتصابی در خارج از پارلمان، ۱۵ اوت ۲۰۱۸